# Mimoyecques (V3-Bunker)

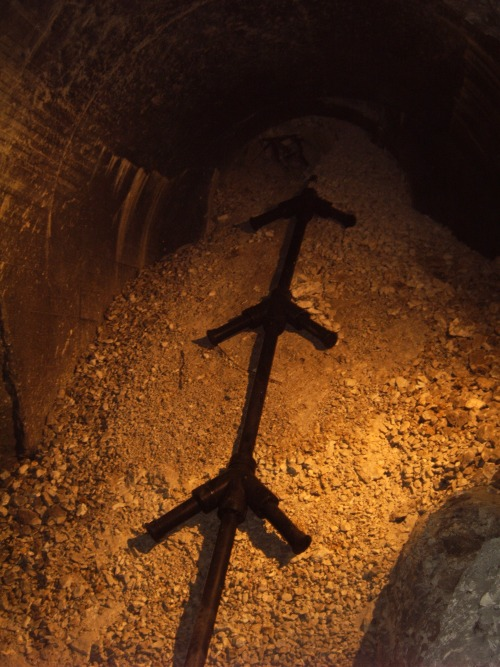
Attrappe der V3 im Bunker Mimoyecques

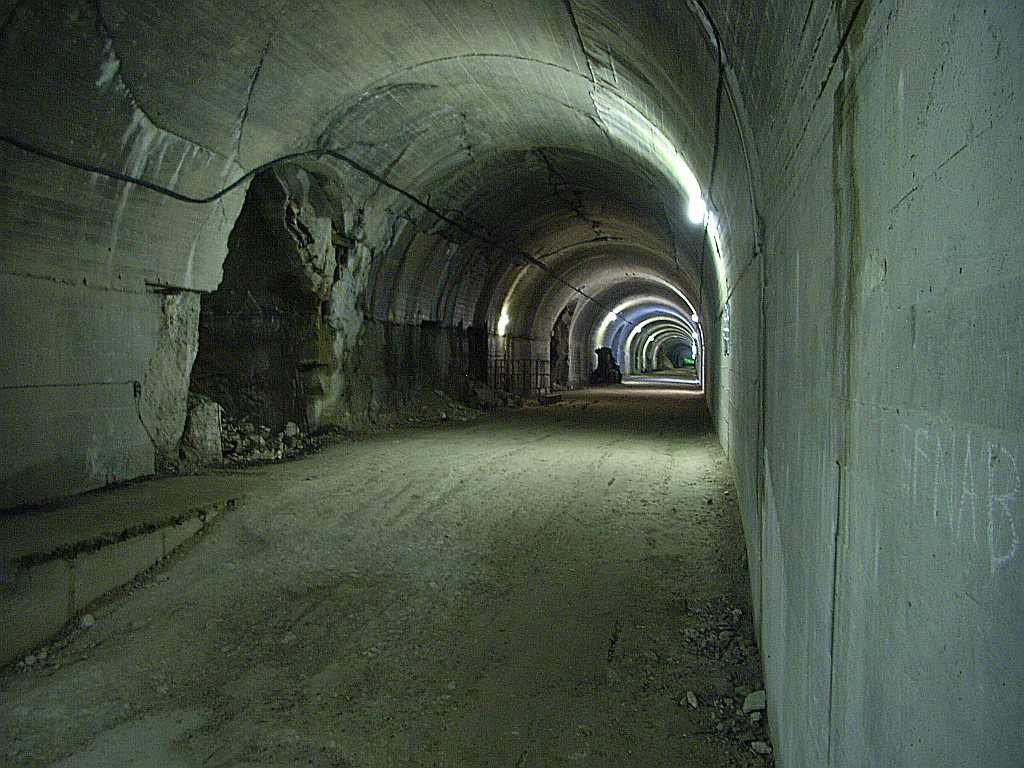
Hauptstollen im Bunker Mimoyecques

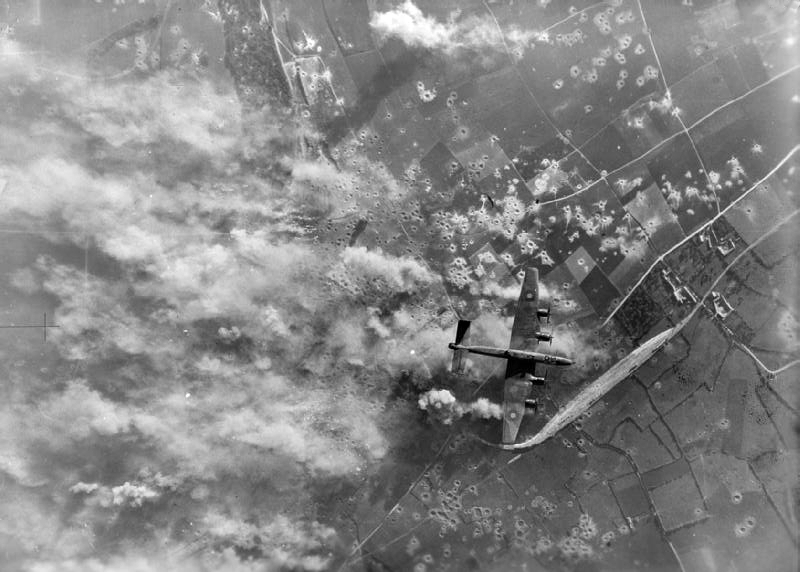
Britischer Luftangriff mit »Handley Page Halifax«-Bombern auf den V3-Bunker

Der unterirdische V3-Bunker von Mimoyecques wurde während des Zweiten Weltkrieges westlich der Ortschaft Landrethun-le-Nord zwischen Boulogne-sur-Mer und Calais, 8 km von der Kanalküste entfernt, im damals deutsch besetzten Frankreich erbaut. Von hier sollte das etwa 160 km entfernte London aus fünfzig 140 m langen V3-Geschützrohren beschossen werden. Die einzelnen Kanonen hatten ein glattwandiges Rohr Kaliber 15 cm.

## Baugeschichte
Geplant war, zwei solcher Batterien mit je fünf Schächten zu bauen, wobei jeder fünf übereinander liegende Rohre enthalten sollte. Ein fortgeschrittenes Baustadium erreichte jedoch nur die noch heute zugängliche östliche Batterie; die westliche musste schon im November 1943 nach starken Beschädigungen durch alliierte Bomben aufgegeben werden.
Die Organisation Todt begann im September 1943 unter dem Decknamen Wiese mit der Anlage der unterirdischen Stollen im Kreidegestein. Neben Tausenden von Zwangsarbeitern waren hier auch etwa 350 bis 450 Bergleute aus dem Ruhrgebiet und aus Mittelhessen als Fachkräfte tätig. Sie legten zunächst einen 600 Meter langen Hauptstollen mit einem Eisenbahngleis an. Von dort aus trieben sie Querstollen zu einem weiteren, 300 Meter langen Verbindungstunnel. Die fünf Abschusskanäle begannen auf einer 80 Meter tieferen Ebene und reichten über Aufzugsschächte in den Verbindungstunnel.
Nach der ersten Bombardierung im November 1943 erfolgten weitere Luftangriffe der 8th Air Force am 19. März und am 1., 15. und 21. Mai 1944 im Rahmen der Operation Crossbow.
Noch vor dem ersten Schuss wurde der Bunker am 6. Juli 1944 bei einem britischen Luftangriff unter anderem durch drei 5,4-Tonnen-Tallboy-Fliegerbomben stark beschädigt. Zu diesem Zeitpunkt waren erst die Schächte 1 bis 3 mit der Betonabdeckung versehen, die Stahlabdeckungen fehlten gänzlich. Zwei Schächte erhielten Volltreffer. Eine Bombe fiel in den noch nicht abgedeckten Schacht 4 und explodierte auf der Schachtsohle. Die 80 Meter tiefe, neun Stockwerke unter den Erdboden reichende Anlage wurde erheblich beschädigt. Die Pumpen fielen sofort aus, und es gab zahllose Tote, die aufgrund des schnell ansteigenden Grundwasserspiegels nie geborgen werden konnten.
Ende August 1944 gaben die Deutschen das Projekt auf. Nach der Befreiung der Region durch kanadische Truppen wurde die Anlage von Colonel Sanders untersucht und aufgezeichnet. Im Mai 1945 sprengten britische Pioniere Teile der Bunkeranlage.

## Museum
Seit den 1980er Jahren sind der Hauptstollen der östlichen Anlage sowie mehrere Verbindungsstollen der ersten Ebene zugänglich und museal erschlossen. In den Stollen sind mehrsprachige Erklärungstafeln angebracht.
Der Museumsbereich ist nach umfangreichen Restaurierungsarbeiten seit dem 1. Juli 2010 unter der Leitung des Museums La Coupole – Zentrum für Geschichte und Erinnerung in Helfaut-Wizernes wieder zugänglich. Ein Teil der 20 cm dicken Stahlplatten, die jeweils eine Gruppe von 5 Kanonenmündungen schützen sollten, lagerten seit 1944 beim Dombunker im Steinbruch von Hydrequent. Ein Satz von vier Elementen ist jetzt beim Museumseingang ausgestellt.

## Gedenkstätte

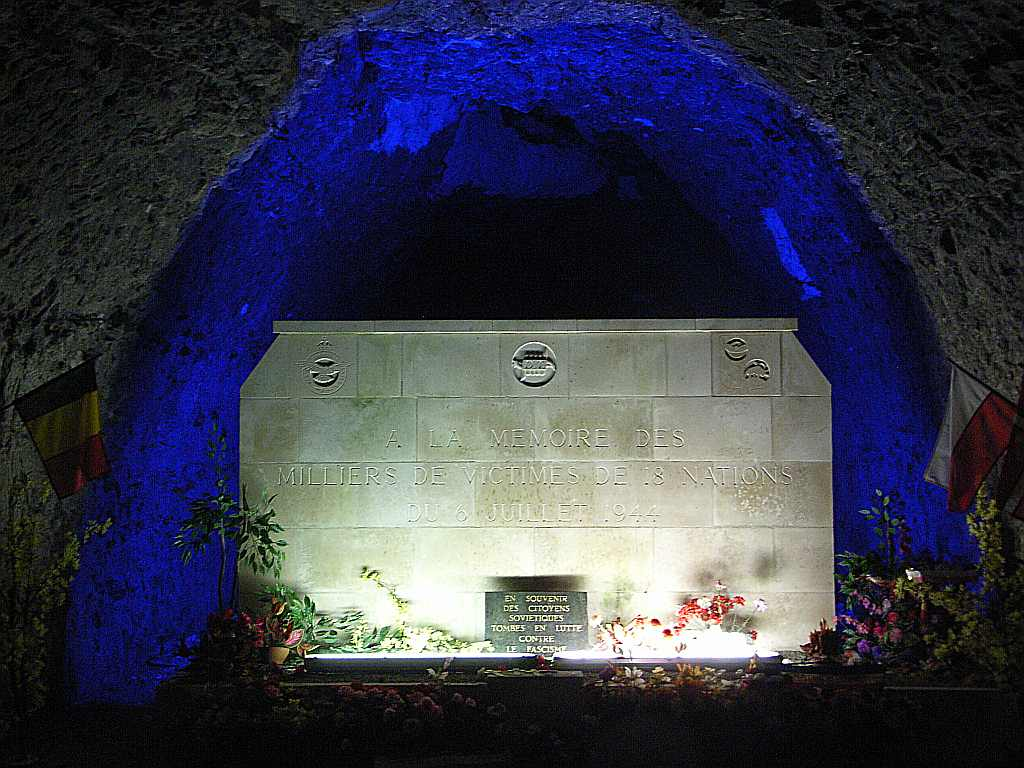
Gedenkstätte für die Opfer der Zwangsarbeit und Bombardements

An die Toten der alliierten Luftstreitkräfte – darunter Joseph P. Kennedy junior, der ältere Bruder des späteren US-Präsidenten – sowie die zahllosen zu Tode gekommenen Zwangsarbeiter aus 18 Nationen erinnern verschiedene Gedenkstätten im Stollen.